# Казимира Прунскиене
Казимира Дануте Прунскиене (на литовски: Kazimira Danutė Prunskienė) по баща Станкевичюте е литовски политик, първият министър-председател на Литва след обявяването на независимост на страната от СССР на 11 март 1990 г.
Понастоящем е лидер на Съюза на селяните и новата демократическа партия. От 1981 до 1986 г. работи в Западна Германия.
Участва на президентските избори през 2004 г. в Литва срещу Валдас Адамкус, надявайки се да получи гласовете на подкрепилите импийчмънта на президента Роландас Паксас. Остава на второ място в първия тур и е победена на втория тур.
Казимира Прунскиене също така е член на Съвета на жените световни лидери, международна мрежа на настоящите и бивши жени президенти и министър-председатели. Мисията на организацията е да мобилизира жените-лидери на най-високо ниво по целия свят за колективни действия по въпроси от критическо значение за жените и

## Биография
Казимира Дануте Станкевичюте е родена е на 26 февруари 1943 г. в село Васюлишке, СССР, днес в Литва. Баща ѝ Пранас Станкевичюс работи като горски служител и е собственик на няколко хектара земя. Известен като весел музикант, който свири на много инструменти по селски сватби, включително на китара, народна скрипка, концертина и гайда, които той сам си прави. Станкевичюс е убит от НКВД в гората Лабанорас, когато Казимира е на 1 година.
Казимира посещава Вилнюския университет, където завършва икономика през 1965 г., а през 80-те години защитава докторат там на същата тема. След това започва работа в университета като инструктор, а впоследствие става старши сътрудник в катедрата по индустриална икономика.
Пред да завърши първата си степен тя се омъжва за Повилас Прунскус, като сменя името си на Прунскиене. Между 1963 и 1971 тя ражда три деца – син Вайдотас и две дъщери Раса и Дайвита. По-късно се развежда с първия си съпруг и се омъжва отново през 1989 г. за Алгимантас Тарвидас.

## Политическа кариера
През 1989 г. Казимира се присъединява към Литовската комунистическа партия, а от 1986 г. е заместник-директор на Института за икономическо изследване на земеделието на Литовската ССР. През 1988 г. с нейна помощ се основава народното Литовско движение за преструктуриране, по-известно като Саюдис, което впоследствие се превръща в група, подкрепяща независимостта на Литва.
На 17 март 1990 г. Казимира е избрана за министър-председател от Литовския върховен съвет и веднага се изправя пред проблемите, появили се в резултат на икономическото ембарго на Михаил Горбачов, който се опитва да върне Литва отново под контрола на СССР. Прунскиене лети в множество страни по света в опит да получи подкрепа за преговори с Горбачов относно ембаргото. Една от организации, които помага е комисията Хелзинки След 9 месеца на този пост, Прунскиене подава оставка и по-късно оглавява Министерството на земеделието на Литва. Освен това е лидер на Националната партия на фермерите.

## Сътрудничество с КГБ
Прунскиене е обвинявана в това, че е служила в съветското КГБ под псевдонима „Шатрия“. Тези обвинения са оспорени в съда. Дългият и противоречив процес завършва с победа за нея, но въпреки това тя често е асоцииран с руското влияние в литовската политика.